# Drosophila scitula
Drosophila scitula är en tvåvingeart som beskrevs av Elmo Hardy 1967. Drosophila scitula ingår i släktet Drosophila och familjen daggflugor.
Artens utbredningsområde är Hawaii.